# Diuretici
Diuretici su skupina lijekova koji uzrokuju povećano izlučivanje urina. 
Takva definicija je dosta široka jer su njome obuhvaćene tvari koje se ne smatraju diureticima. Primjerice voda je diuretik jer pijenje veće količine vode dovodi do povećane diureze, a također diurezu povećavaju alkohol i srčani glikozidi. Od prije je bila poznata diuretička aktivnost pojedinih tvari, pića i biljaka. Primjerice, zbog pojačanog rada srca, kofein je bio prepoznat kao diuretik. Mnoge biljke također imaju diuretičko djelovanje - pirevina (Agropyron repens), obična breza (Betula pendula), preslica (Equisetum arvense), zečiji trn (Ononis spinosa), kopriva (Utrica dioica). Mnoge od tih biljaka i danas se koriste kao biljni diuretici. 

## Povijest
Povijest modernih diuretika počinje u dvadesetom stoljeću. Iako je diuretski učinak žive bio poznat još u 16. stoljeću prvi snažan diuretik pogodan za kliničku uporabu uveden je 1920. godine u Beču kada je jedan živin organski spoj, merbafen (Novasurol), primijenjen kao antisifilitisno sredstvo na bolničkom odjelu na kojem se diureza pratila rutinski. Premda slab antisifilitik, merbafen je primijenjen u mnogih edematoznih bolesnika i pokazao se djelotvornim diuretikom iako je bio toksičan. Uskoro ga je zamijenio mersalil koji je danas zastario. 
Idući važan korak bilo je zapažanje da se u bolesnika koji su uzimali sulfonamide pojavila acidoza (to ne vrijedi za primjenu današnjih sulfonamida). Otkriveno je da se acidoza pojavljuje zbog blokade enzima karboanhidraze u bubrezima. Daljnja istraživanja dovela su godine 1951. do uvođenja u terapiju snažnog blokatora anhidraze, acetazolamida. Nakon ispitivanja spojeva srodnih acetazolamidu, slijedio je 1957. godine i klorotiazid. Iako je bio dobar diuretik, klorotiazid je bio posve slab inhibitor karboanhidraze - njegov diuretski učinak potpuno je neovisan o tom svojstvu. Daljnje modifikacije strukturne molekule dovele su do uvođenja snažnijih diuretika (furosemid, etakrinska kiselina, bumetanid) i diuretika koji štede kalij (amilorid i triamteren). Diuretici se primjenjuju kod hipertenzije, bubrežne insuficijencije, edema i dr.

## Farmakologija
Diureticima se smatraju one tvari koji uz izlučivanje vode dovode do povećanja izlučivanja i soli u prvom redu natrijeva klorida koji je uglavnom odgovoran za osmolarnost izvanstanične tekućine. Da bi diuretik potaknuo povlačenje edema, mora imati svojstvo povećanja eliminacije natrija te kloridnih i hidrogenkarbonatnih iona. Pojačano izlučivanje vode je sekundarno. Zbog toga se pravi diuretici još nazivaju i saluretici.
Diuretici se primjenjuju primarno kod sljedećih stanja:
- akutni edemi (zadržavanje vode),
- kronični edemi,
- zatajenje bubrega,
- zatajenje srca,
- hipertenzija.

Osim toga diuretici se primjenjuju i u slučajevima:
- forsirane diureze radi eliminacije otrova kod trovanja,
- diabetesa insipidusa (kronični manjak aldosterona zbog čega ne dolazi do formiranja urina - otpadni produkti metabolizma zadržavaju se u tijelu),
- glaukoma (bolest povišenog očnog tlaka).

Diureteci djeluju na temelju nekoliko mehanizama:
- interakcijom sa specifičnim membranskim transportnim proteinima (tiazidi, furosemid, amilorid)
- osmotskim učinkom zbog kojega se smanjuje reapsorpcija vode iz dijelova nefrona propusnih za vodu (manitol)
- interakcijom s enzimima (acetazolamid)
- interakcijom s hormonalnim receptorima (spironolakton i kalijev kanreonat)

## Podjela
Prema mehanizmu i mjestu djelovanja diuretike dijelimo na pet skupina:
- inhibitori karboanhidraze
- diuretici Henleove petlje
- tiazidi i tiazidima slični diuretici
- diuretici koji čuvaju kalij
  - inhibitori natrijskih kanala bubrežnog epitela
  - antagonisti aldosterona
- osmotski diuretici

### Inhibitori karboanhidraze
Najpoznatiji predstavnik skupine je acetazolamid. Diuretski učinak nije jak, a temelji se na inhibiciji enzima karboanhidraze. Ona omogućuje reapsorpciju natrijeva hidrogenkarbonata i sekreciju vodikovih iona u početnom dijelu proksimalnog tubula. Dolazi do intenzivnog izlučivanja hidrogenkarbonata, kalija i natrija uz istodobno smanjenje izlučivanja klorida. To je praćeno pojačanom diurezom. Karboanhidraza sudjeluje u sekreciji očne vodice (humor aqueous), te se njenom inhibicijom smanjuje sekrecija očne vodice, što je značajno u liječenju glaukoma.

### Diuretici Henleove petlje
Diuretici hanelove petlje imaju brzo i snažno djelovanje. Najvažniji predstavnik je furosemid, to je sulfonamidski derivat sličan tiazidima. Furosemid u proksimalnim i distalnim tubulima blokira aktivni transport klora,što za posljedicu ima smanjenu reasorpciju natrija s povećanom diurezom. Smanjena reasorpcija elektrolita povećava osmolarnost intratubularne tekućine, i tako smanjuje resorpciju vode. Povećana je eliminacija kalija, vodika, kalcija, magnezija, amonijaka, bikarbonata i vjerojatno fosfata. 
Indikacije : indicirani su u slučajevima kada treba brzo intervenirati, kao kod hipertenzivnih kriza, akutnog edema pluća, ciroze jetre, edema kod opeklina, za forsiranu diurezu u slučaju trovanja jodom i bromom. Primjenjuju se oralno i parenteralno.
Neželjni efekti : su posljedica poremećaja ravnoteže elektrolita i tekućine, a javljaju se u vidu hipotenzije, hiperglikemije, hiperurikemije, hipokalemije i hipomagnezemije. Drugi neželjni efekti furosemida su: dermatitis, parestezije, anoreksija, dijareja, trombocitopenija, a u velikim dozama gluhoća.

### Tiazidi i tiazidima slični diuretici
Tiazidni diuretici su derivati sulfonamida pa ih stoga nazivamo i sulfonamidskim diureticima. To je veoma važna skupina diuretika pouzdanog djelovanja s vrlo malo neželjenih efekata. Najvažniji predstavnici su tiazidi klortiazid i hidroklorotiazid, a tiazidima slični diuretici jesu klortalidon i indapamid. Primarno tiozidni diuretici povećavaju diurezu, tako što inhibiraju resorpciju natrija i klora u distalnim tubulima. Povećano izlučivanje klora i natrija povlači za sobom veću eliminaciju vode. Tiazidi povećavaju izlučivanje kalija, dok značajno smanjuju izlučivanje kalcija. Akutna primjena hidroklortiazida pojačava, a kronična smanjuje ekskreciju urične kiseline, što može utjecati na pojavu gihta. Mjesto djelovanja tiazidnih diuretika su distalni tubuli, ali proksimalno od mjesta gdje se zamjenjuje natrij za kalij. U manjoj mjeri djeluju i na proksimalne tubule. Mehanizam antihipertenzivnog djelovanja tiazida uključuje povećano izlučivanje natrija, smanjenje ekstracelularne tekućine i volumena plazme, te smanjenje perifernog vaskularnog otpora. Primjenjuju se u liječenju hipertenzije, edema izazvanih dekompenzacijom srca, cirozom jetre i nefrotskim sindromom. Često se primjenjuju u kombinaciji s drugim antihipertenzivnim lijekovima. Najčešći neželjni efekti su hipokalijemija, koja može izazvati srčane aritmije s letalnim ishodom, može se javiti kod pacijenata koji istovremeno primaju kardiotoničke glikozide. Nadoknada kalija provodi se unošenjem hrane bogatom kalijem (rajčica, banana i drugo voće) ili oralnom primjenom kalij-klorida ili intravenskom primjenom 0,3% otopinom kalij-klorida u 5%-tnoj glukozi.

### Diuretici koji čuvaju kalij
Toj skupini pripadaju amilorid, triamteren, spironolakton i kalijev kanreonat. Zajednička karakteristika ovih diuretika je samo ta što povećavaju diurezu bez povećanog gubitka, ali su različiti po mehanizmu. Zato možemo uvesti dvije skupine:
- inhibitori natrijskih kanala bubrežnog epitela (amilorid i triamteren). Gotovo nikad se ne koriste sami za sebe već u kombinaciji s hidroklorotiazidom. Djeluju na krajnjem dijelu distalnog tubula i u kortikalnom djelu sabirnih kanalića. Inhibiraju resorpciju natrija u zamjenu za kalijeve i vodikove ione blokadom natrijevih kanala. Ti diuretici imaju vrlo slabo diuretsko djelovanje. Koriste se samo za sprječavanje hipokalijemije u kombinaciji s hidroklorotiazidima u liječenju esencijalne hipertenzije.Primjenjuju se oralno u tretmanu blage hipertenzije i oedema.

- antagonisti aldosterona (spironolakton i kalijev kanreonat) - sintetski su steroidi koji se kompetitivno vežu za receptorska mjesta na citoplazmatskim receptorima u stanicama sabirnih kanalića. Time onemogućavaju vezivanje aldosterona pri čemu dolazi do smanjene resorpcije natrija i smanjenja izlučivanja kalija i vodikovih iona. Učinak im je slab, kombinacije s drugim diureticima imaju dobar učinak, a takve kombinacije se upotrebljavaju pri liječenju hipertenzije i edema. Za razliku od drugih diuretika mogu se koristiti i kod primarnog hiperaldosteronizma tj. hiperplazije nadbubrežne žlijezde. Posljednjih godina američka Agencija za hranu i lijekove (FDA) odobrila je novi antagonist aldosterona, eplerenon,  koji predstavlja drugu generaciju takvih lijekova. Najčešći neželjni efekti spironolaktona su poremećaj ravnoteže elektrolita s pojavom hiperkalemije, hiponatremije i metaboličke acidoze zbog hiperkloremije. Netretirana hiperkalemija može biti fatalna, te je tokom terapijske primjene spirnolaktona nepohodno pratiti nivo kalija. Kao sintetski steroid, spirnolakton može izazvati endokrine poremećaje kao što su ginekomastija i impotencija.

### Osmotski diuretici
Glavni predstavnik skupine je manitol. Po kemijskom sastavu je alkohol. Primjenjuje se intravenski, a mehanizam djelovanja mu je jednostavno osmotsko zadržavanje vode u tubularnoj tekućini. Stoga, glavni je učinak manitola znatno izlučivanje vode uz neznatno izlučivanje natrija. Manitol je jak diuretik i koristi se kod forsirane diureze u stanjima akutnog trovanja (kemikalije, bakterijski toksini), kad prijeti akutno zatajivanje bubrega, te za smanjenje intrakranijalnog i intraokularnog tlaka. Najčešći neželjni efekti manitola su: dehidracija, glavobolja, mučnina, poremećaj ravnoteže tekućina i elektrolita.